# Jin Shun Jyutsu
Jin Shin Jyutsu is een alternatieve geneeswijze. De term betekent vrij vertaald in Nederlands 'de kunst (Jyutsu) van de schepper (Shin) door de wetende en meedogende mens (Jin)'. De Japanse methode beoogt levensenergie te harmoniseren en energieblokkades op te heffen in het menselijk lichaam.

## Geschiedenis
Uitgaande van 26 energiesloten in het lichaam bedacht Japanner Jiro Murai ‘koningswegen’ naar bewuste levensvorming. Jin Shin Jyutsu wil de mens helpen om op de goede weg naar vorming van het leven te komen wanneer dat pad door emotionele, huiselijke, liefde of psychische problemenen is verstoord. 
Jin Shin Jyutsu streeft naar harmonisering van het lichaam en verstand en bewustzijn in gelijke mate. Van potentiële leerlingen wordt gevraagd dat zij energie kunnen vrijgeven en zich daarop kunnen concentreren. 

## Energiesloten
De 26 energiepunten die Jin Shin Jyutsu benoemt, zijn verdeeld over het hele lichaam en worden ook de 26 energiesloten genoemd. Volgens beoefenaars produceren daar die hun eigen trilling en hebben die een belangrijke functie binnen een netwerk van lichaam, verstand en bewustzijn. De energiesloten worden met de handen aangeraakt waardoor de energie in beweging moet komen en de mens in harmonie. Yin Shin Jyutsu vergelijkt het menselijk lichaam met een huis met 26 kamers waarover de 26 Jin Shin Jyutsu-sloten verdeeld zijn. De oefeningen zijn bedoeld om die op orde te brengen zodat de ziel daarin kan wonen en stralen. Een basisoefening om de energiesloten in beweging te brengen, alle afzonderlijke vingers na elkaar vasthouden, waarbij de ene hand de vingers van de andere hand omvat. Volgens Jin Shin Jyutsu lopen bijna alle energiebanen ook door de vingers en kunnen die zo worden geharmoniseerd. Oefeningen met de handen zijn altijd bovenkleeds.
Energieblokkades volgens Jin Shin Jyutsu:
- Angst – element: water
- Woede, ergernis – element: hout
- Zorgen – element: aarde
- Droefheid – element: lucht
- Inspanning – element: vuur.

## Behandeling
Een Jin Shin Jyutsu-genezer probeert te bepalen hoe energiesloten gesloten zijn. Door middel van de buik wordt beoordeeld of de behandelde persoon na enkele behandelingen rustiger is geworden en het lichaam, verstand en bewustzijn harmoniseert. Een behandeling duurt een half tot heel uur. Langer wordt onnodig geacht om energiestroming tijd te geven in harmonie te komen. Behandelingen worden wekelijks herhaald totdat de spiritueel genezer een rustmoment van één of meerdere weken aangeeft.